# 曼努埃尔·巴勃罗
曼努埃尔·巴勃罗，全名曼努埃尔·巴勃罗·加西亚·迪亚斯（Manuel Pablo García Díaz），足球运动员，前西班牙国脚，场上司职右边后卫。

## 足球生涯
生于加那利群岛的巴勃罗，年仅22岁便离开家乡球队拉斯帕尔玛斯，加入了拉科鲁尼亚。第一个赛季里，巴勃罗表现平稳未受太多关注，全年出战14场比赛。但在有限的时间里，巴勃罗已经使教练组相信未来他有足够的能力取代他的前任阿曼多。
1999-2001年间，巴勃罗联赛出场达到74次，逐渐成为拉科鲁尼亚队内重要一员。凭借在俱乐部的出色发挥，巴勃罗也得到国家队的信赖，2000年8月16日，西班牙国家足球队在一场友谊赛里4：1大胜德国国家足球队，巴勃罗在比赛里首次为国出战。
但在2001年，巴勃罗遭遇职业生涯的重大打击：在同塞尔塔的加利西亚德比大战里，巴勃罗被对手乔瓦内拉铲断胫骨。 这次受伤的直接后果是使巴勃罗告别2001赛季，更几乎断送他的职业生涯。
一年以后，在腿中植入钢钉的巴勃罗勇敢地重回赛场，并且在西班牙国王杯的比赛里再次代表球队出战。尽管因为此次重伤，巴勃罗错过了2002年世界杯足球赛，也从此告别西班牙国家队，但效力球队11年来，他一直是拉科鲁尼亚绝对信赖的重要力量，并长期担任队长一职。

## 荣誉
- 西甲冠军: 1999-2000
- 西班牙国王杯: 2001-02
- 西班牙超级杯: 2000，2002